# Zygophylax unilateralis
Zygophylax unilateralis is een hydroïdpoliep uit de familie Lafoeidae. De poliep komt uit het geslacht Zygophylax. Zygophylax unilateralis werd in 1930 voor het eerst wetenschappelijk beschreven door Totton. 